# Кучетата на Господа
„Кучетата на Господа“ (на руски: Псы Господни) е един от недовършените романи от съветския писател Валентин Пикул. Работата по този роман авторът започва в края на 1980 г., като е планиран да се състои от три части:
- „На карта“ (за произходът на Ордена на йезуитите и неговото развитие до 1583 г.),
- „Смутно време“ (от смъртта на Иван Грозни и сътресенията в Русия до 1613 г., до възцаряването на Романови), и
- „Унищожение“ (за Тридесетгодишната война в Европа).

Авторът успява да напише няколко глави от първата книга, публикувана след смъртта му от съпругата му Антонина Пикул. Те разказват за появата на йезуитите в Европа и правят исторически паралели между царуването на един от най-мрачните исторически личности на Европа през 16 век: Филип II Испански и Иван Грозни.

## Сюжет
Внимание:  Текстът по-долу разкрива сюжета на произведението (или части от него)!
...В единия край на Европа, в Испания, под ръководството на Игнатий Лойола, и под патронажа на царуващия монарх Филип II разцъфтява Инквизицията. Навсякъде горят ужасни клади, в които горят хиляди еретици, в тъмните мазета изтезават „вещици“ и „магьосници“, всички противници на католическата църква безмилостно се унищожават. В същото време, в другия край на Европа, в снежна Русия се управлява от цар Иван Грозни. Стремейки се да се установи абсолютна власт над страната, той създава Опричнината. И скоро, гвардейците, водени от безмилостния цар, заливат Русия с кръвта на невинните жертви...